# Merodon armipes
Merodon armipes är en tvåvingeart som beskrevs av Camillo Rondani 1843. Merodon armipes ingår i släktet narcissblomflugor, och familjen blomflugor.
Artens utbredningsområde är Italien. Inga underarter finns listade i Catalogue of Life.